# Ceanothus lobbianus
Ceanothus lobbianus är en brakvedsväxtart som beskrevs av William Jackson Hooker. Ceanothus lobbianus ingår i släktet Ceanothus och familjen brakvedsväxter. Inga underarter finns listade i Catalogue of Life.